# Pif Gadget
«Пиф», «Пиф-гаджет» (фр. Pif-gadget) — детский журнал комиксов, выпускавшийся во Франции в 1969—1993 и 2004—2008 годах. Пользовался огромной популярностью, в том числе и в СССР. В 1970—1971 годах тираж «Пифа» достигал 1 млн экземпляров, что является рекордом для журнала комиксов.

## История журнала
Журнал «Пиф» являлся преемником издававшегося с 1945 года под эгидой Коммунистической партии Франции журнала «Вайан» (фр. Vaillant, букв. «отважный»). С 1952 года в числе других комиксов на страницах «Вайана» стали печататься «Приключения Пифа», весёлого пса, постоянно обводящего вокруг пальца злого кота Геркулеса. С 1966 года журнал именовался «Вайан, журнал Пифа», с февраля 1969 — «Пиф гаджет». Новое название определялось не только доминирующей ролью «Приключений Пифа» на его страницах, но и наличием в каждом из номеров специального приложения (гаджет, gadget). Первоначально «Пиф» выходил два раза в месяц, затем перешёл на еженедельный формат; возобновлённый после перерыва в 2004 году, журнал стал ежемесячным. Важной особенностью «Пифа» стало то, что в каждом номере можно было прочитать законченную историю из того или иного цикла комиксов (а не фрагмент, как это бывало в «Вайане»). Наконец, общей установкой создателей журнала была прогрессивная, демократическая направленность.

## Серии комиксов
На страницах «Пифа» продолжали печататься серии комиксов, представленных ранее в «Вайане». Создатели журнала стремились к тому, чтобы заинтересовать детей разных возрастов; вот почему наряду с непритязательными, адресованными малышам «Приключениями Пифа», «Пласидом и Мюзо» (создатели — Жак Николау и Хосе Кабреро Арналь Архивная копия от 29 августа 2009 на Wayback Machine), «Пифу» (Роже Мас  Архивная копия от 8 февраля 2009 на Wayback Machine) на его страницах можно было увидеть и познавательные комиксы для подростков — научно-фантастические («Пионеры Надежды» Рэймона Поиве и Роже Лекурё  Архивная копия от 16 ноября 2008 на Wayback Machine), квазиисторические «Ходжа Насреддин» Роже Лекурё  Архивная копия от 15 ноября 2008 на Wayback Machine, «Рагнар - викинг» Жана Олливье и Мартена Сьевра  Архивная копия от 15 ноября 2008 на Wayback Machine). Перекочевал в «Пифа» из «Вайана» и классический вестерн Лекурё и Джеральда Фортона «Тедди Тед»  Архивная копия от 15 ноября 2008 на Wayback Machine. К этим, возникшим в 1940-х — начале 1960-х годов циклам в эпоху «Пифа-гаджета» добавились новые: лихая приключенческая серия о враче-правдолюбце «Доктор Жюстис» Олливье и Раффаэле Марчелло, доисторическая фантазия «Рахан» Лекурё и Андре Шере ( Архивная копия от 15 февраля 2009 на Wayback Machine), иронический животный эпос «Безумные джунгли» Кристиана Годара и Мика Делена ( Архивная копия от 12 июня 2009 на Wayback Machine) и т. д. В 1970—1973 годах на страницах «Пифа» печатался столь известный мастер европейской рисованной литературы, как Уго Пратт, создатель ностальгической эпопеи о похождениях моряка-одиночки начала XX века «Корто Мальтезе»; однако чересчур сложные для юных читателей графические новеллы Пратта впоследствии были отвергнуты редакцией. Среди других выдающихся рисовальщиков, чьи серии печатались в «Пифе» — Марсель Готлиб, автор «жизнеописания» меланхолического бассета «Ге-Люрон, или Радость жизни» ( Архивная копия от 8 февраля 2009 на Wayback Machine) и француз русского происхождения Никита Мандрыка, автор абсурдистских «Огородных Приключений Огурца в маске» ( Архивная копия от 15 июня 2021 на Wayback Machine).

## Приложения
Особый интерес читателей привлекали пресловутые «гаджеты» — полностью готовые к употреблению или полуфабрикаты: небольшие игрушки, музыкальные инструменты («казу»), фокусы, маскарадные принадлежности и т. д. В 1969 году внимание детей ещё мог привлечь концентрат лимонада. Настоящую сенсацию произвели «Пифизы» (небольшой и исключительно жизнестойкий рачок Artemia salina) и «Пифитосы» (мексиканский «прыгающий горошек», на самом деле — почки деревьев из семейства молочайных, куда отложены яйца бабочки; при этом почка превращается в личинку и способна подскакивать на несколько миллиметров).

## Дальнейшая судьба журнала
К юбилею Великой Французской революции, в 1989 году было создано несколько специальных выпусков журнала, где Пиф и Геркулес стали участниками революционных событий — рассмотренных, разумеется, с марксистской точки зрения. Последний, 1253 номер журнала вышел в ноябре 1993 года. Вторая жизнь «Пифа» началась 1 июля 2004 года  (недоступная ссылка); в качестве ударного средства для возрождения журнала было решено вторично предложить читателям популярнейших «Пифизов», а к следующему номеру приложить в виде гаджета «кубические яйца». Наряду с полюбившимися читателям персонажами в «Пифе» появился ряд новых серий. В 2008 году было положено начало созданию специального вики-ресурса WikiPif (). Однако вернуть былую популярность журналу не удалось; его средний тираж составил 100000 экземпляров. По своему профессиональному мастерству печатавшиеся в обновлённом «Пифе» комиксы сильно уступали прежним, а идеологическая позиция журнала вызывала острые дискуссии ( Архивная копия от 9 сентября 2005 на Wayback Machine). Долги издательства Pif éditions, которое теперь стало выпускать журнал, достигли 4 миллионов . Последний, пятьдесят третий номер обновлённого «Пифа» вышел в ноябре 2008 года. С 15 февраля 2009 года журнал официально ликвидирован (см.  Архивная копия от 4 марта 2016 на Wayback Machine).

### Воскресение
В июне 2015 года в газетные киоски Франции и Бельгии поступил пилотный номер журнала Super-Pif . Номер, выпущенный тиражом 100000 экземпляров, включал в себя 192 страницы. Главный редактор Оливье Шартрен включил в этот номер как новые эпизоды приключений знаменитых героев журнала, так и уже известные  Архивная копия от 6 августа 2015 на Wayback Machine, включая первый эпизод цикла о Корто Мальтезе. Однако далеко не все фанаты отнеслись к проекту положительно: критике подверглись как отсутствие в журнале приложения, так и модернизированный, временами приближенный к манге стиль  Архивная копия от 19 августа 2015 на Wayback Machine. C C декабря 2020 г. журнал выходит ежеквартально под названием Pif, le Mag  стараниями команды молодых художников; сохранены многие легендарные персонажи (Пиф, Геркулес, Пласид и Мюзо, Рахан); восстановлены гаджеты.

## Интересные факты
В 1979 году один из номеров журнала «Техника — молодёжи» поместил ряд материалов, посвящённых журналу «Пиф» ( Архивная копия от 17 мая 2014 на Wayback Machine).